# Орьяк (Атлантические Пиренеи)
Орья́к (фр. Auriac) — коммуна во Франции, находится в регионе Аквитания. Департамент — Атлантические Пиренеи. Входит в состав кантона Тер-де-Люи и Кото-дю-Вик-Бий. Округ коммуны — По.
Код INSEE коммуны — 64078.

## География

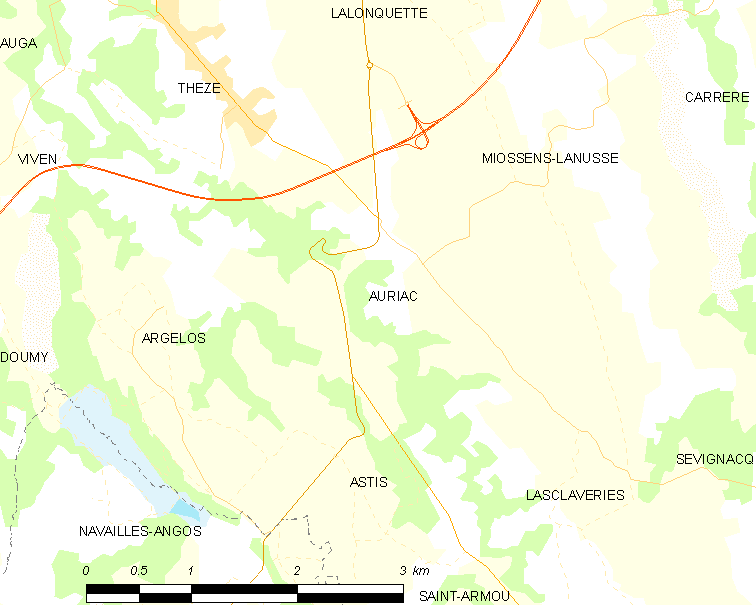
Карта коммуны

Коммуна расположена приблизительно в 640 км к югу от Парижа, в 155 км южнее Бордо, в 18 км к северу от По.
На западе коммуны протекает река Люи-де-Франс.

### Климат
Климат тёплый океанический. Зима мягкая, средняя температура января — от +5°С до +13°С, температуры ниже −10 °C бывают редко. Снег выпадает около 15 дней в году с ноября по апрель. Максимальная температура летом порядка 20-30 °C, выше 35 °C бывает очень редко. Количество осадков высокое, порядка 1100 мм в год. Характерна безветренная погода, сильные ветры очень редки.

## Население
Население коммуны на 2010 год составляло 246 человек.
| 1962 | 1968 | 1975 | 1982 | 1990 | 1999 | 2010 |
| ---- | ---- | ---- | ---- | ---- | ---- | ---- |
| 163  | 153  | 167  | 166  | 180  | 204  | 246  |

## Администрация
| Период | Период | Фамилия            | Партия | Примечания |
| ------ | ------ | ------------------ | ------ | ---------- |
| 1995   | 2020   | Кристиан Ларрутюру |        |            |

## Экономика
В 2010 году среди 163 человек трудоспособного возраста (15-64 лет) 117 были экономически активными, 46 — неактивными (показатель активности — 71,8 %, в 1999 году было 70,1 %). Из 117 активных жителей работали 112 человек (61 мужчина и 51 женщина), безработных было 5 (1 мужчина и 4 женщины). Среди 46 неактивных 14 человек были учениками или студентами, 19 — пенсионерами, 13 были неактивными по другим причинам.

## Достопримечательности
- Церковь Св. Франциска Сальского (1885 год)[4]

## Фотогалерея

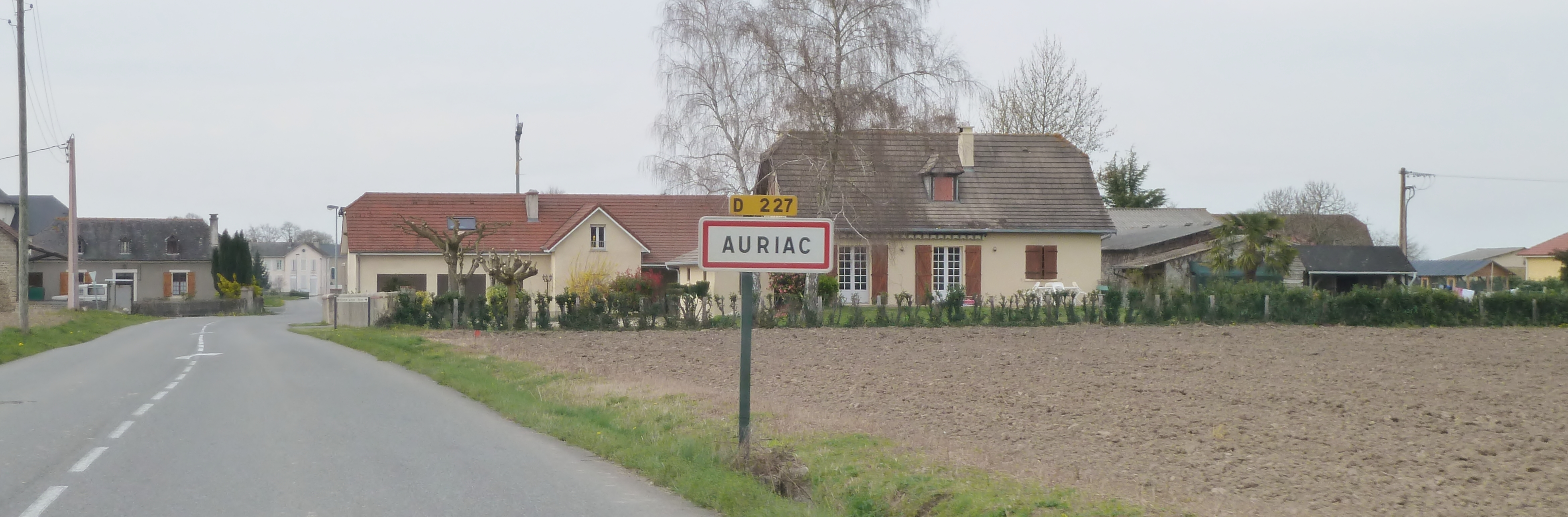
Въезд в Орьяк
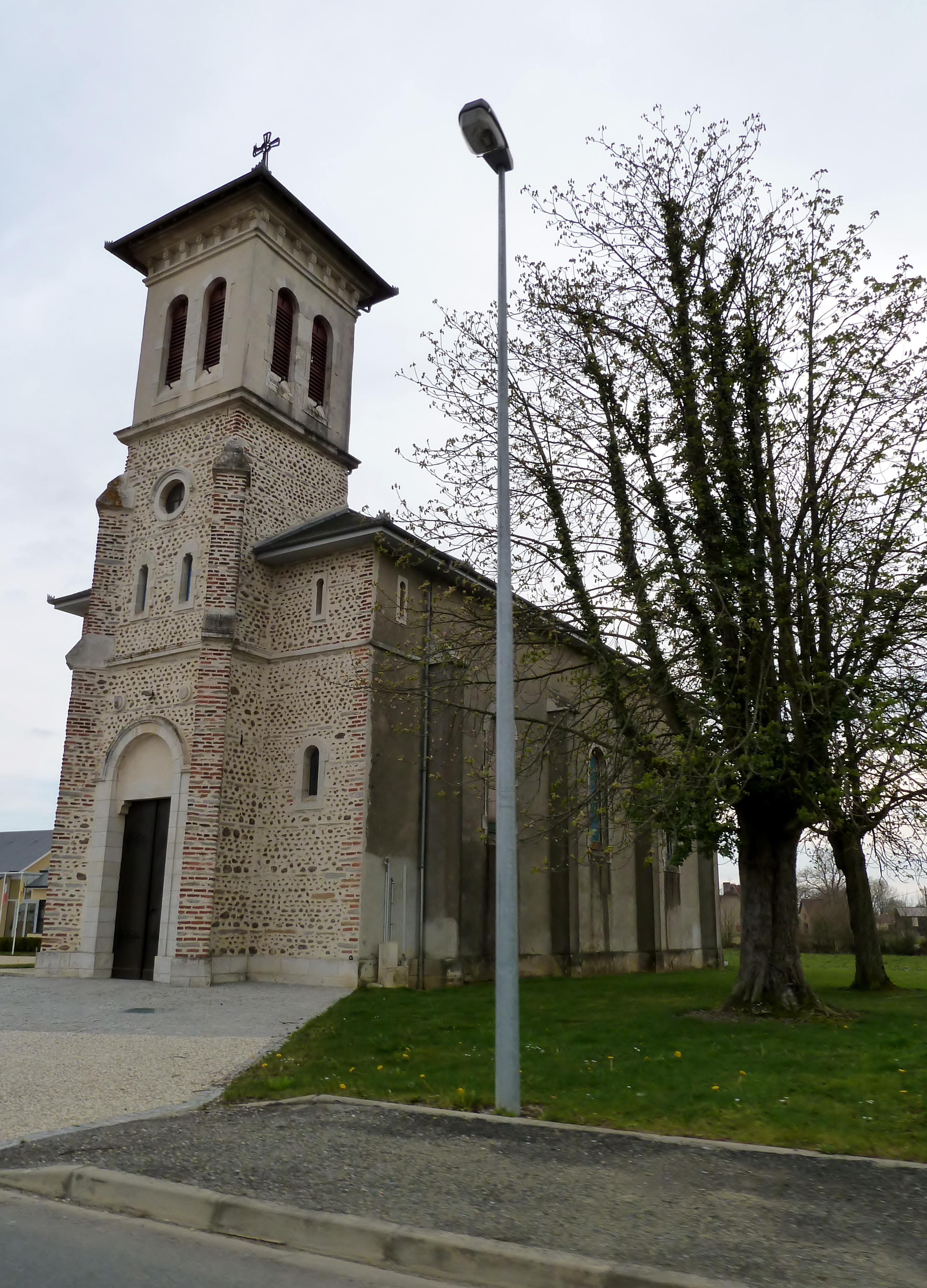
Церковь Св. Франциска Сальского
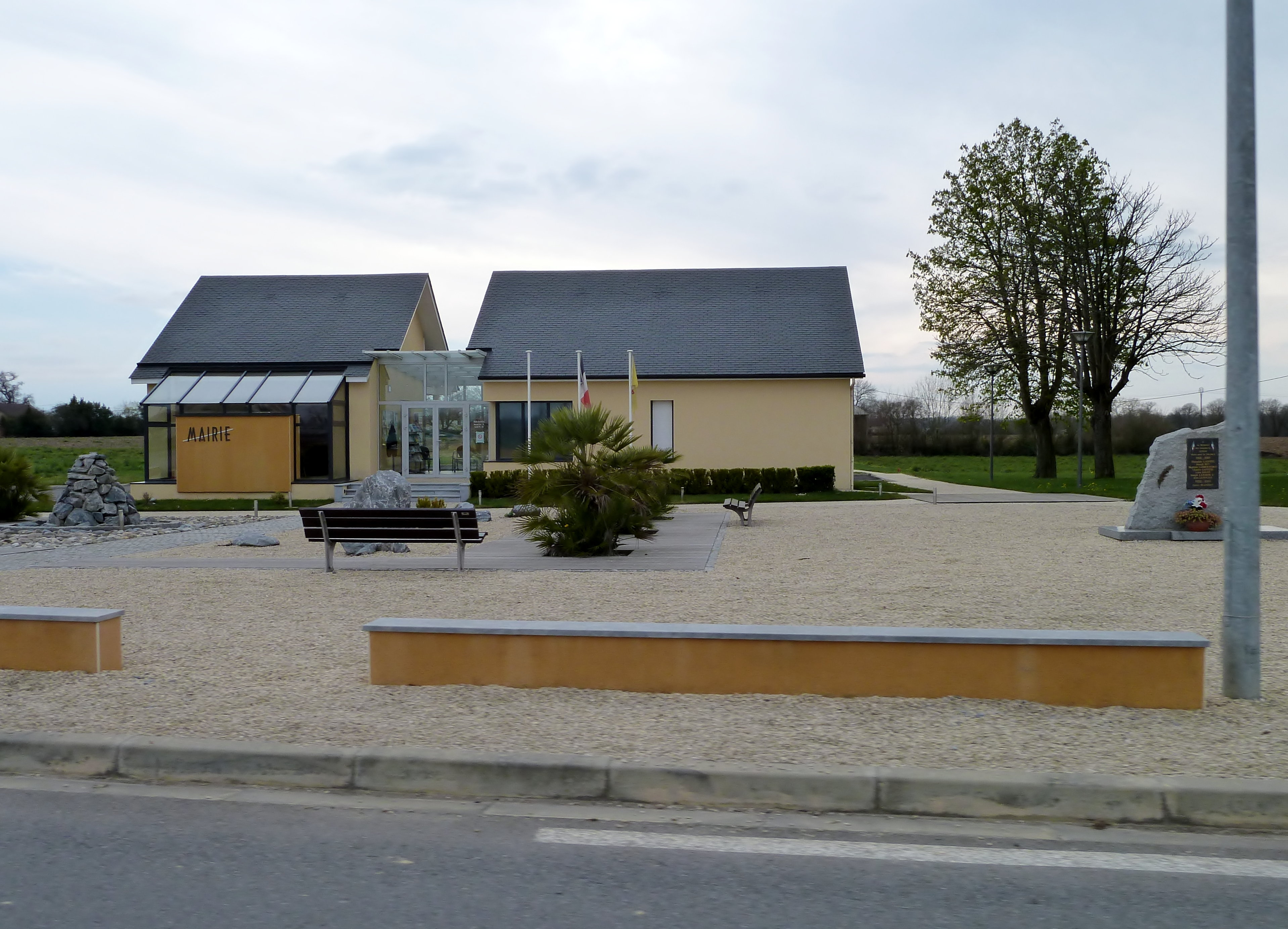
Мэрия и военный мемориал
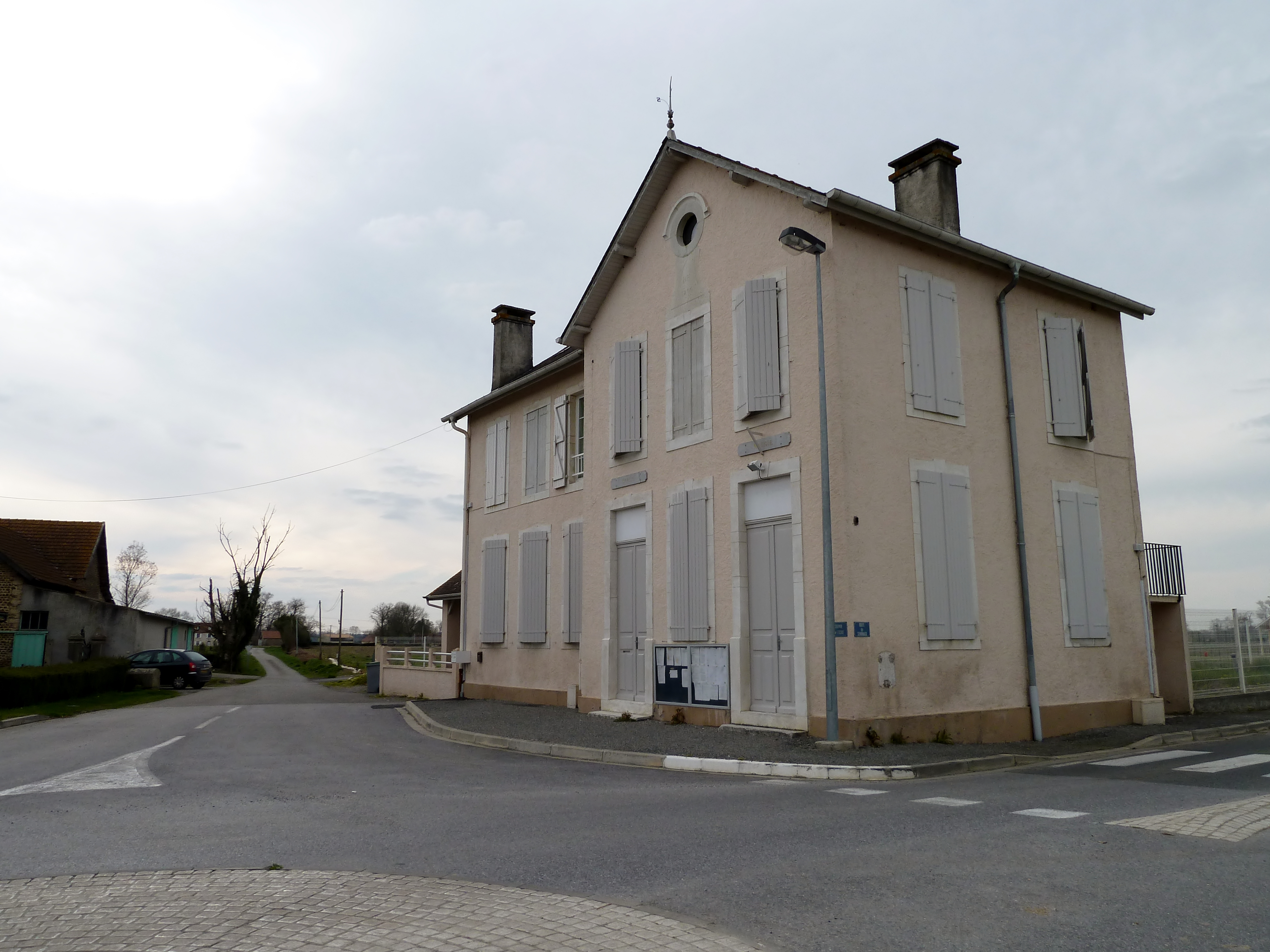
Бывшая мэрия
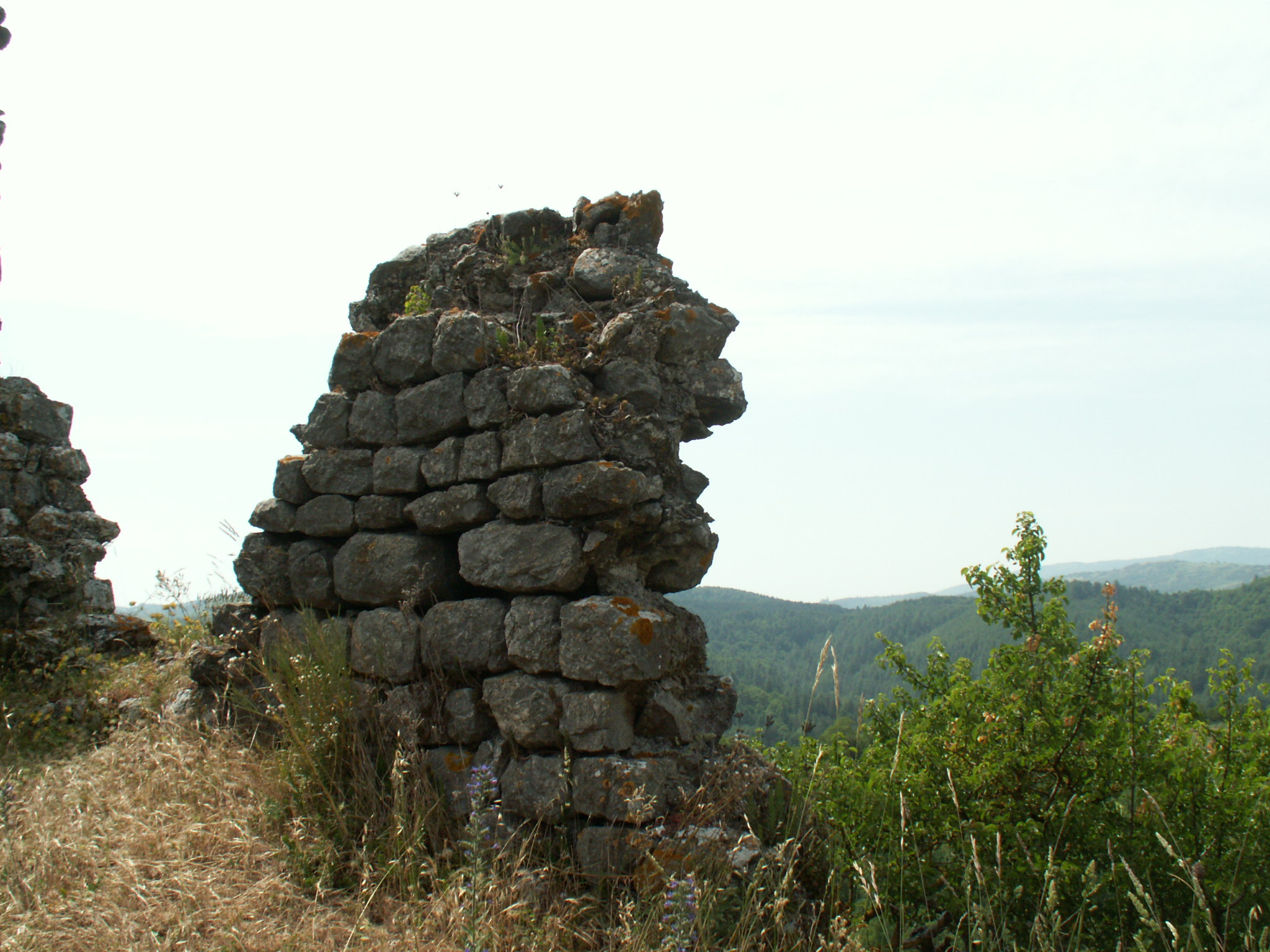
Руины замка